# Henryk Jurczyński
Henryk Jurczyński ps. „Kmicic” (ur. 31 maja 1900 w Pedynkach na Ukrainie, zm. 4–7 kwietnia 1940 w Katyniu) – kapitan piechoty Wojska Polskiego, kawaler Krzyża Walecznych, ofiara zbrodni katyńskiej.

## Życiorys
Urodził się 31 maja 1900 roku w Pedynkach, w rodzinie Jana i Joanny z Męków. Absolwent Państwowego Gimnazjum Cesarza Franciszka Józefa w Dębicy (1918). Członek POW. W 1918 roku wstąpił do Wojska Polskiego. W czasie wojny z bolszewikami walczył pod Kijowem w szeregach 106 pułku piechoty.
W okresie międzywojennym pozostał w wojsku. Ukończył Szkołę Podchorążych Piechoty w Warszawie. W 1923 roku, służył w stopniu porucznika (starszeństwo z dniem 1 czerwca 1921 i 6 lokatą w korpusie oficerów zawodowych piechoty) w 6 pułku piechoty Legionów. W 1924 roku skierowany na oficerski kurs w Centralnej Szkole Strzelniczej w Toruniu pozostając oficerem nadetatowym 6 pp Leg. W 1928 roku nadal służył w 6 pp Leg. 29 kwietnia 1933 został awansowany do stopnia kapitana ze starszeństwem dniem z 1 stycznia 1933 i 65. lokatą w korpusie oficerów piechoty. W czerwcu 1934 roku został przeniesiony do Korpusu Ochrony Pogranicza. Od 1934 roku dowódca 1 kompanii granicznej „Kurhany” batalionu KOP „Ostróg”. Inicjator budowy szkoły i świetlicy strzeleckiej w Hłuboczku (gm. Hoszcza).
W kampanii wrześniowej dowodził 1 kompanią graniczną „Kurhany” batalionu KOP „Ostróg”. Wzięty do niewoli radzieckiej. Według stanu na kwiecień 1940 był jeńcem obozu w Kozielsku. Między 3 a 5 kwietnia 1940 przekazany do dyspozycji naczelnika smoleńskiego obwodu NKWD – lista wywózkowa bez numeru, poz. 7 z 3.04.1940. Został zamordowany między 4 a 7 kwietnia 1940 przez NKWD w lesie katyńskim. Nie został zidentyfikowany podczas ekshumacji prowadzonej przez Niemców w 1943 roku. Krewni do 1946 r. poszukiwali informacji przez Biuro Informacji i Badań Polskiego Czerwonego Krzyża w Warszawie.
Henryk Jurczyński był żonaty z Jadwigą ze Steinhoffów.

## Upamiętnienie
5 października 2007 roku minister obrony narodowej Aleksander Szczygło mianował go pośmiertnie na stopień majora. Awans został ogłoszony 9 listopada 2007 roku, w Warszawie, w trakcie uroczystości „Katyń Pamiętamy – Uczcijmy Pamięć Bohaterów”.
Dąb Pamięci posadzony 9 kwietnia 2010 roku na Placu Mikołajkowów w Dębicy przez Miejskie Gimnazjum nr 1 i I Liceum Ogólnokształcącego w Dębicy.

## Ordery i odznaczenia
- Krzyż Walecznych po raz pierwszy za służbę w POW w b. zaborze austriackim i b. okupacji austriackiej[15]
- Medal Niepodległości – 27 czerwca 1938 „za pracę w dziele odzyskania niepodległości”[16][1]
- Srebrny Krzyż Zasługi – 1938 „za zasługi w służbie ochrony pogranicza”[17][2]
- Medal Pamiątkowy za Wojnę 1918-1921 „Polska Swemu Obrońcy”[18]
- Medal Dziesięciolecia Odzyskanej Niepodległości[18]
- Krzyż Kampanii Wrześniowej – pośmiertne 1 stycznia 1986
- Odznaka pamiątkowa 6 pułku piechoty Legionów[18] [a]
- Odznaka pamiątkowa Szkoły Podchorążych Piechoty w Warszawie[18]